# Steve Edwards
Steve Edwards (20 de febrero de 1979 en Chicago, Illinois) es un jugador profesional de fútbol americano juega la posición de guardia para Arizona Rattlers en la Arena Football League. Firmó como agente libr para Philadelphia Eagles en 2002. Jugó como colegial en Central Florida.
También participó con Chicago Bears, New York Giants y Baltimore Ravens en la National Football League y California Redwoods en la United Football League.